# Crayfish River
Crayfish River är ett vattendrag i Dominica.   Det ligger i parishen Saint David, i den centrala delen av landet, 26 km nordost om huvudstaden Roseau. Crayfish River ligger på ön Dominica.